# هزارپایی (سرده)
هزارپایی (نام علمی: Koelpinia) نام یک سرده از تیره کاسنیان است.